# Wienand Verlag

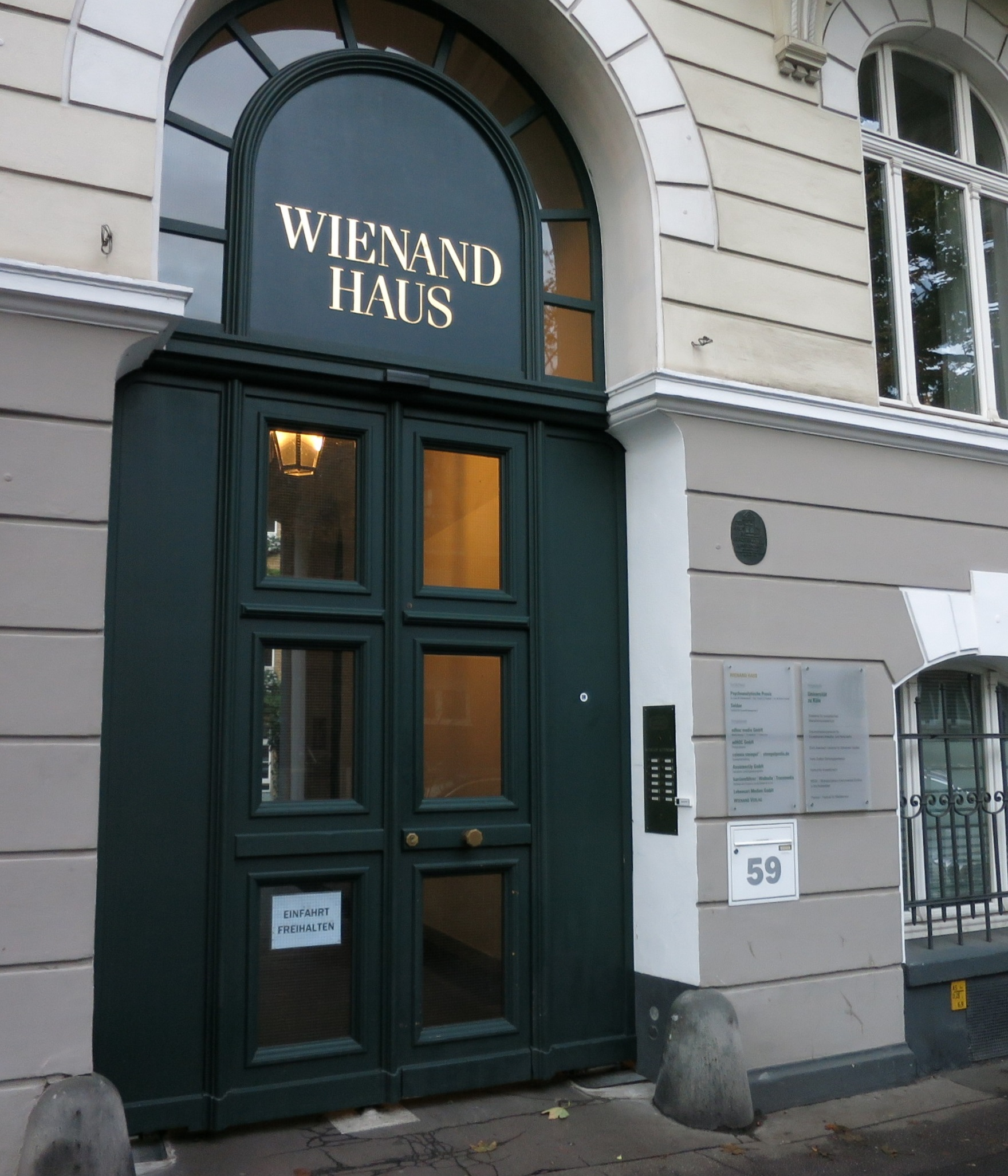
Wienand Verlagshaus, Weyertal 59, Köln-Sülz

Wienand Verlag GmbH ist ein familieneigener Kölner Buchverlag.
Der Verlag wurde 1949 von Adam Wienand im Kölner Stadtteil Sülz gegründet. Er wird in zweiter Generation von seinem Sohn Michael Wienand geführt, der ihn zu einem Kunstbuchverlag machte. Der Verlag publiziert Ausstellungskataloge in Zusammenarbeit mit deutschen und internationalen Museen, Künstler-Monographien, Künstlereditionen und Werksverzeichnisse. Der thematische Schwerpunkt liegt bei zeitgenössischer Kunst und der Klassischen Moderne.